# Le Loup des steppes
Pour les articles homonymes, voir Loup des steppes.
Le Loup des steppes (titre original : Der Steppenwolf) est un roman de Hermann Hesse, publié pour la première fois en 1927.
La première traduction française date de 1931.
Chef-d'œuvre de la littérature allemande du XXe siècle, interdit sous le régime nazi, ce roman culte de la culture hippie reste aujourd'hui une des œuvres essentielles de Hesse. Le roman a été écrit pour l'essentiel pendant les années 1920 dans la ville de Bâle, en Suisse.

## Résumé
Le Loup des steppes raconte l'histoire de Harry Haller, un homme qui approche la cinquantaine, désabusé, qui se déclare tiraillé entre deux personnalités : l'une basée sur un besoin d'isolement, de solitude, presque de sauvagerie, un aspect de lui-même qu'il nomme « le loup des steppes », et l'autre sur l'intégration dans la société bourgeoise qu'il affectionne et recherche encore et toujours malgré toutes ses critiques.
La découverte des carnets de Harry Haller par le neveu de sa logeuse est le prétexte de ce livre. Le héros décrit sa propre histoire, tourmentée, pessimiste, suicidaire ainsi que sa rencontre avec Hermine, qui le prend sous son aile pour l'obliger à sortir de son existence recluse et à se confronter aux multiples aspects de sa personnalité. Il entame ainsi un parcours initiatique (thème cher à Hermann Hesse) qui lui fera découvrir la joie, le rire, la rencontre, la danse et d'autre part lui fera revisiter toutes les expériences de son existence passée. Il apprend ainsi à se détacher, à jouir de la vie et à utiliser l'humour pour se distancier de l'absurdité du monde, des dangers de la politique et de la presse d'opinion, de la crédulité du citoyen moyen et de la vanité de sa morale, de ses principes de vie et de ses absolus qu'il s'est choisis et imposés. Progressera-t-il en adoptant définitivement les différents heureux apprentissages qu'il va découvrir ?

## Les personnages
- Harry Haller : personnage principal.
- Hermann : meilleur ami de Harry (seulement mentionné tout au cours de l'œuvre).
- Hermine : jeune femme rencontrée par Harry alors qu'il est dans un bar, dans un état second. Celle-ci le prend en considération pour lui redonner le goût de la vie dans ce monde.

« Si tu étais un garçon, dis-je, tout interdit, tu devrais t'appeler Hermann.

— Qui sait, fit-elle en plaisantant, peut-être le suis-je et n'est-ce qu'un déguisement.

— T'appelles-tu Hermine ?

Elle fit oui, radieuse, heureuse que j'eusse deviné. »

- Pablo : saxophoniste et ami de Hermine, que rencontrera Harry.
- Maria : jeune femme, sorte de demi-mondaine que va côtoyer Harry.
- Gustave : ami d'enfance de Harry que ce dernier retrouve à la fin du roman.
- Le professeur et son épouse : un collègue universitaire rencontré auparavant et partageant des goûts communs à l'époque.

## Thèmes du livre
L'ouvrage contient un « À propos du Loup des steppes » qui est un extrait d'une lettre de H. Hesse en réponse à un lecteur critique. Il y explique qu'« il faut pouvoir remplacer le culte des idoles contemporaines par […] les éléments d'une croyance à partir de laquelle il serait possible de vivre (l'Amour dans Siddhartha, les Immortels dans Le Loup des steppes) ». De plus, dans cette lettre, H. Hesse revient sur la force de son « théâtre magique […] : rien de ce que j'ai jamais pu exprimer n'a revêtu à mes yeux un caractère aussi essentiel et aussi sacré que cette évocation du théâtre magique, image et symbole de ce qui pour moi a le plus de valeur et d'importance. » Hesse multiplie les registres et les thèmes dans cet ouvrage.
- L'opposition et la complémentarité entre la nature animale et la nature spirituelle de l'homme. Mais aussi l'incomplétude de cette dualité : la description d'un humain n'est pas épuisée par cette idée de structure duale en opposition[5]. L'androgynie de certains personnages ajoute à cette multiplicité[6].
- La maladie psychologique, la mélancolie et la vie en conséquence[7].
- La folie de son temps : la perte des valeurs et l'absence de réaction devant la guerre, la technique, la passion de l'argent, le nationalisme, etc[8].
- La montée du nazisme et la crainte de la guerre qui se profile (celle de 1939-1945)[9].
- La responsabilité historique de la bourgeoisie et des élites intellectuelles allemandes dans l'avènement du nazisme[10].
- L'enfer généré lorsque « deux époques, deux cultures, deux religions interfèrent l'une avec l'autre »[11].
- La croyance (en Mozart, Goethe, et plus généralement aux Immortels) qui doit remplacer le culte des idoles contemporaines[12]. L'idéalisme[13]. La grande musique[14].
- Le détachement, le lâcher-prise, l'humour[15] (humour noir si besoin et ironie si nécessaire) pour mettre à distance « l'accessoire par rapport à l'essentiel ».
- Le suicide ou l'obligation de vivre tout ce que la vie nous impose[16]. Le bonheur ou le malheur jusqu'à en mourir[17]. Le destin[18]. Le sublime, l'éternel[19]. Expier[20].
- Autrui est un miroir de Soi[21]. Apprendre à écouter autrui[22].
- La richesse et la difficulté de la réflexion[23] et de l'introspection.
- Avec qui se marier ?[24]

## Popularité auprès de laBeat Generation
Le roman fut extrêmement populaire auprès de la Beat Generation de la fin des années 1960 et du début des années 1970, parallèlement à d'autres œuvres cultes telles que Sur la route de Jack Kerouac. Le professeur de philosophie Daniel Tanguay, de l'Université d'Ottawa, en témoigne : 

« Dans mon entourage de l'époque, tous avaient lu les deux romans jumeaux Siddharta et Le Loup des steppes et tous en avaient été profondément touchés. Ils suscitaient d'infinies discussions et les imitateurs de Siddharta et d'Harry Haller couraient les rues. »

Le même auteur souligne toutefois que cet engouement découle d'une compréhension incomplète du personnage d'Harry Haller et du message du roman, qui expose de manière convaincante les valeurs dionysiaques de la contre-culture (rejet de la bourgeoisie, suppression des entraves et culte du moi et de la jouissance immédiate) mais subordonne celles-ci à une vision plus apollinienne de l'existence qui ne concorde aucunement avec le courant hippie. Ainsi, dans le roman, Hesse développe la figure des « Immortels », représentés en l'espèce par Goethe, Händel et Mozart, faisant ainsi valoir son attachement à une culture classique comme « lieu d'accomplissement des plus hautes possibilités humaines ».
Cette méprise, partagée par les jeunes générations précédente, avait d'ailleurs été constatée et dénoncée par Hesse lui-même dans une postface ajoutée à son œuvre en 1941.

## Éléments d'analyse
L'auteur et ses biographes ont bien précisé que beaucoup d'éléments du roman sont piochés dans les expériences de vie de H. Hesse et de ses contemporains. Le roman peut donc se lire à plusieurs niveaux de réalité : 
- La vie réelle de H. Hesse,
- La vie réelle de Harry Haller,
- Les carnets de Harry Haller, autobiographie romancée car elle est mise en perspective par les commentaires du neveu de la logeuse.

Albert Camus prendra lui aussi cette structure dans son ouvrage La Chute.
Ce roman présente les caractéristiques et les thématiques du futur existentialisme, proposé au milieu du XXe siècle par Sartre dans l'Être et le Néant et par Camus dans plusieurs de ses ouvrages.
Les initiales du héros correspondent à celles de l'auteur. L'initiale des prénoms de son ami d'enfance Hermann et de son initiatrice Hermine aussi qui sont comme des déclinaisons. La dualité Le Loup des steppes (animalité) et l'intellectuel (humanité) s'enrichit de nouveaux égos qui décrivent en fait la multiplicité des facettes de la personnalité du héros, et donc de l'auteur.
Contrairement au héros antique et au héros balzacien, la personnalité du héros de Hesse, comme celui de Dostoïevski, n'est pas singulière, elle est plurielle. Il révèle une première structure (souvent duale à cette époque : corps/esprit ou nature/culture) et découvre en lui et nous fait découvrir la multiplicité, la complexité et les variations de la personnalité. C'est une conception qui correspond à la vision moderne de la psychologie qui apparaît dès cette époque.
Certains thèmes de l'ouvrage ont été utilisés dans l'analyse de la fin de la vie de Stefan Zweig et de son épouse Lotte qui se sont suicidés en 1942 en exil.
En quête de réponses à son questionnement, et à la découverte d'autres horizons, Hermann Hesse étudiera le bouddhisme, comme l'avait fait Arthur Schopenhauer qui présente des similitudes de questionnement.

## Éditions
- (de) Der Steppenwolf, Berlin, S. Fischer Verlag, 1927. Édition originale.
- (en) Steppenwolf (trad. Basil Creighton), New York, Henry Holt & Company, 1929. Première traduction en anglais.
- Le Loup des steppes (trad. Juliette Pary), Paris, La Renaissance du Livre, 1931. Première traduction en français.
- Le Loup des steppes (trad. Alexandra Cade), Paris, Calmann-Lévy, 2004, 313 p. (ISBN 978-2-253-00293-2)

## Adaptations

### Cinéma
- 1974 : Fred Haines réalise le film Le Loup des steppes (Steppenwolf), avec Max von Sydow (Harry Haller), Dominique Sanda (Hermine) et Pierre Clémenti (Pablo).
- 2014 : Pas son genre de Lucas Belvaux, film qui relate la rencontre entre un professeur de philosophie parisien muté à Arras et une coiffeuse du cru toute en joies. Chacun cultive l'autre dans son domaine de prédilection : la réflexion et le cheminement philosophiques pour l'un et les joies du « bon moment » pour l'autre.

### Théâtre
- 2017 : adaptation théâtrale polymorphe Le Loup des Steppes par Mélina Despretz, ainsi que son Théâtre Magique sous forme immersive.
- 2020 : En marge !, spectacle théâtral de Joris Mathieu en compagnie de Haut et Court, qui se réfère au Loup des steppes mais n'en est ni une adaptation, ni une transposition.